# Persone di cognome Caracciolo
| Questa pagina contiene informazioni ricavate automaticamente dalle voci biografiche con l'ausilio del template Bio e di un bot. L'aggiornamento è periodico e automatico e ricostruisce completamente la pagina. Se manca una persona in questa lista, sei pregato di non aggiungerla, ma accertati piuttosto che la sua voce biografica contenga il template Bio e che i dati anagrafici siano correttamente compilati. Se il template Bio manca, inseriscilo tu stesso o, in alternativa, metti l'avviso {{tmp\|Bio}} che ne segnala la mancanza. Se i dati riportati sono sbagliati, correggi direttamente la voce biografica; le modifiche saranno visibili in questa lista entro pochi giorni. Per chiarimenti vedi il progetto antroponimi. La lista contiene solo le 68 persone che sono citate nell'enciclopedia e per le quali è stato implementato correttamente il template Bio. Pagina aggiornata al 17 ott 2024. |

Questa è una lista di persone presenti nell'enciclopedia che hanno il cognome Caracciolo, suddivise per attività principale.

## Allenatori di calcio(1)
- Fabrizio Caracciolo, allenatore di calcio e ex calciatore italiano (Lecce, n. 1974)

## Ammiragli(1)
- Francesco Caracciolo, ammiraglio italiano (Napoli, n. 1752 - Napoli, † 1799)

## Arcivescovi cattolici(2)
- Giacomo Caracciolo, arcivescovo cattolico, diplomatico e funzionario italiano (Martina Franca, n. 1675 - Martina Franca, † 1718)
- Martino Ignazio Caracciolo, arcivescovo cattolico, diplomatico e politico italiano (Martina Franca, n. 1713 - Madrid, † 1754)

## Artisti(1)
- Roberto Caracciolo, artista italiano (New York, n. 1960)

## Calciatori(3)
- Antonio Caracciolo, calciatore italiano (Filadelfia, n. 1917 - † 2017)
- Antonio Caracciolo, calciatore italiano (Tempio Pausania, n. 1990)
- Fabio Caracciolo, ex calciatore belga (Genk, n. 1984)

## Cantanti(1)
- Alessia Cara, cantante canadese (Brampton, n. 1996)

## Cardinali(6)
- Corrado Caracciolo, cardinale e arcivescovo cattolico italiano (Napoli - Bologna, † 1411)
- Giovanni Costanzo Caracciolo, cardinale italiano (Cartagena de Indias, n. 1715 - Roma, † 1780)
- Innico Caracciolo, cardinale e vescovo cattolico italiano (Martina Franca, n. 1642 - Roma, † 1730)
- Innico Caracciolo, cardinale e arcivescovo cattolico italiano (Napoli, n. 1607 - Napoli, † 1685)
- Marino Ascanio Caracciolo, cardinale e vescovo cattolico italiano (Napoli, n. 1468 - Milano, † 1538)
- Niccolò Caracciolo, cardinale italiano (Villa Santa Maria, n. 1658 - Capua, † 1728)

## Cestiste(1)
- Erica Caracciolo, ex cestista italiana (Thiene, n. 1986)

## Costumisti(1)
- Marcello Caracciolo, costumista italiano (Lucera, n. 1896 - Roma, † 1965)

## Diplomatici(2)
- Bartolomeo Caracciolo, diplomatico e scrittore italiano (Napoli - Napoli, † 1362)
- Domenico Caracciolo, diplomatico e politico italiano (Malpartida de la Serena, n. 1715 - Napoli, † 1789)

## Direttori d'orchestra(1)
- Franco Caracciolo, direttore d'orchestra italiano (Bari, n. 1920 - Napoli, † 1999)

## Dirigenti sportivi(1)
- Andrea Caracciolo, dirigente sportivo e ex calciatore italiano (Milano, n. 1981)

## Drammaturghi(1)
- Pietro Antonio Caracciolo, commediografo italiano (Napoli, n. 1460)

## Filosofi(1)
- Alberto Caracciolo, filosofo e traduttore italiano (San Pietro di Morubio, n. 1918 - Genova, † 1990)

## Francescani(1)
- Roberto Caracciolo, francescano e vescovo cattolico italiano (Lecce, n. 1425 - † 1495)

## Generali(1)
- Lucio Caracciolo, generale e nobile italiano (Pastorano, n. 1771 - Torre del Greco, † 1833)

## Giornalisti(1)
- Lucio Caracciolo, giornalista italiano (Roma, n. 1954)

## Militari(5)
- Francesco Caracciolo, VII duca di Martina, militare e nobile italiano (Napoli, n. 1613 - Buccino, † 1655)
- Francesco Marino I Caracciolo, IV principe di Avellino, militare e principe italiano (Avellino, n. 1631 - Napoli, † 1674)
- Giovanni Battista Caracciolo, II signore di Montanara, militare e nobile italiano (Napoli, n. 1450 - Isola della Scala, † 1508)
- Girolamo Maria Caracciolo, militare italiano (Torrecuso, n. 1617 - Los Santos de Maimona, † 1662)
- Tommaso Caracciolo, militare italiano (Napoli, n. 1572 - Napoli, † 1631)

## Nobili(14)
- Carlo Andrea Caracciolo, II marchese di Torrecuso, nobile e militare italiano (Napoli, n. 1583 - Napoli, † 1646)
- Carmine Nicolao Caracciolo, nobile spagnolo (Bucchianico, n. 1671 - Madrid, † 1726)
- Fabrizio Caracciolo, duca di Girifalco, nobile e militare italiano (Girifalco, n. 1607 - † 1683)
- Ferrante Caracciolo, I duca di Airola, nobile e militare italiano (Napoli - Napoli, † 1596)
- Filippo Caracciolo, nobile, politico e antifascista italiano (Napoli, n. 1903 - Napoli, † 1965)
- Galeazzo Caracciolo, nobile italiano (Napoli, n. 1517 - Ginevra, † 1586)
- Sergianni Caracciolo, nobile, condottiero e politico italiano (Napoli, † 1432)
- Giulia Chiteria Caracciolo, nobile spagnola (Venezia, n. 1705 - Madrid, † 1756)
- Petracone Caracciolo, nobile italiano († 1522)
- Riccardo Caracciolo, nobile italiano (Napoli - Napoli, † 1395)
- Sergianni Caracciolo, II principe di Melfi, nobile e militare italiano (Napoli, n. 1487 - Susa, † 1559)
- Tommaso Caracciolo, V conte di Gerace, nobile italiano (Napoli - Roma, † 1466)
- Troiano Caracciolo, I principe di Melfi, nobile e militare italiano (Napoli - Melfi, † 1520)
- Troiano Caracciolo, nobile e condottiero italiano (Melfi, † 1456)

## Pittori(1)
- Battistello Caracciolo, pittore italiano (Napoli, n. 1578 - Napoli, † 1635)

## Politici(2)
- Gaetano Caracciolo, politico italiano (Napoli, n. 1837 - Roma, † 1909)
- Luigi Caracciolo, politico e militare italiano (Napoli, n. 1826 - Milano, † 1889)

## Presbiteri(1)
- Francesco Caracciolo, presbitero italiano (Villa Santa Maria, n. 1563 - Agnone, † 1608)

## Principi(4)
- Ambrogio Caracciolo, I principe di Torchiarolo, principe e militare italiano (Atripalda, n. 1699 - Vienna, † 1746)
- Antonio Carmine Caracciolo, IV principe di Torella, principe e diplomatico italiano (Barile, n. 1692 - Madrid, † 1740)
- Marino Francesco I Caracciolo, VII principe di Avellino, principe italiano (Avellino, n. 1714 - Avellino, † 1781)
- Marino III Caracciolo, V principe di Avellino, principe, militare e diplomatico italiano (Resina, n. 1668 - Vienna, † 1720)

## Psicologi(1)
- Ettore Caracciolo, psicologo italiano (Bianco, n. 1933 - Milano, † 2011)

## Registi(1)
- Emanuele Caracciolo, regista italiano (Tripoli, n. 1912 - Roma, † 1944)

## Rivoluzionari(1)
- Giuseppe Caracciolo, VI principe di Torella, rivoluzionario e principe italiano (Napoli, n. 1747 - Napoli, † 1808)

## Scrittori(2)
- Pietro Caracciolo, scrittore e storico italiano (Messina, n. 1952)
- Sebastiano Caracciolo, scrittore e saggista italiano (n. 1922 - † 2013)

## Showgirl(1)
- Costanza Caracciolo, showgirl, modella e conduttrice televisiva italiana (Lentini, n. 1990)

## Soprani(1)
- Juanita Caracciolo, soprano italiana (Ravenna, n. 1888 - Milano, † 1924)

## Storici(2)
- Francesco Caracciolo, storico, scrittore e saggista italiano (Gallico, n. 1930)
- Alberto Caracciolo, storico italiano (Livorno, n. 1926 - Roma, † 2002)

## Vescovi(1)
- Scipione Caracciolo, vescovo italiano (Catania, † 1529)

## Vescovi cattolici(4)
- Antonio Caracciolo, vescovo cattolico italiano (Melfi - Châteauneuf-sur-Loire)
- Giovanni Battista Caracciolo, vescovo cattolico, matematico e filosofo italiano (Napoli, n. 1695 - Casamarciano, † 1765)
- Luigi Caracciolo, vescovo cattolico italiano (Catania, † 1536)
- Nicola Maria Caracciolo, vescovo cattolico italiano (n. 1512 - † 1567)

## Senza attività specificata(1)
- Petracone V Caracciolo, conte italiano (Martina Franca, † 1704)